# Amanitore
Amanitore (reinado, 1 a. C. a 50 d. C.) fue una Kandake (reina) nubia del antiguo Reino de Kush de Meroë, que también se conoce como Nubia en muchas fuentes antiguas. Una ortografía alternativa es Kandace, Kandake o Kentake. En jeroglíficos egipcios, el nombre de trono de Amanitore se lee como Merkare. Muchas Kandaces se describen como reinas guerreras que lideraron las fuerzas en la batalla.
A menudo se menciona a la Kandace Amanitore como corregente de Natakamani, aunque la evidencia no muestra si ella era su esposa o su madre.
Su palacio real estaba en Gebel Barkal en la actual Sudán, que ahora es un sitio del patrimonio de la UNESCO. El área de su dominio estaba entre los ríos Nilo y Atbara.
Forma parte del período histórico meroítico y su reinado comenzó en el año 1 a. C., Amanitaraqide la sucedió en el año 50 d. C..
Amanitore se menciona en varios textos como gobernante. Estos incluyen el templo en la capital nubia de Napata, en el Sudán actual, en un templo en Meroë cerca de Shendi, otra vez en Sudán, y en el Templo del León de Naqa. Las imágenes de Natakamani frecuentemente incluyen una imagen de Amanitore, sin embargo, podría ser que Amanitore fuera su madre en lugar de su esposa. Una Kandake ostentaba una posición poderosa en la jerarquía del Reino de Kush. Las madres gobernarían y crearían a sus hijos como gobernantes, pero en ocasiones también depusieron a sus propios hijos. De hecho, una Candace podría pedir al rey suicidarse para poner fin a su gobierno, una orden que estaba obligado a seguir.
Amanitore está enterrada en su propia pirámide en Meroe. La tumba tiene aproximadamente seis metros cuadrados en su base, y no es una pirámide en el sentido matemático.
Algunas fuentes dicen lo contrario, pero probablemente se refiere a ella cuando se menciona en la Biblia la historia sobre la conversión del etíope en Hechos 8: 26-40:

Y el ángel del Señor habló a Felipe, diciendo: Levántate, y ve hacia el sur, al camino que desciende de Jerusalén a Gaza, que es desierto. Y él se levantó y se fue: y, he aquí, un hombre de Etiopía, un eunuco de gran autoridad bajo Candace, reina de los etíopes, que tenía a cargo todo su tesoro y había venido a Jerusalén para adorar, estaba regresando, y sentado en su carro lee a Isaías el profeta… 

Amanitore fue una de las últimas grandes monarcas constructoras de Kush. Ordenó la restauración del gran templo de Amón en Meroe y del templo de Amón en Napata después de que fuera demolido por los romanos. Diques para la retención de agua también se construyeron en Meroe durante su reinado. Los dos gobernantes también construyeron los templos de Amón en Naqa y Amara.
La cantidad de edificios que se completaron durante la mitad del primer siglo indica que este fue el tiempo más próspero en la historia meroítica. Se construyeron más de doscientas pirámides nubias, la mayoría saqueadas en la antigüedad.
Su país estaba inmediatamente al sur de lo que era el Antiguo Egipto y compartió su lenguaje jeroglífico en los textos escritos. Otros aspectos de la cultura difieren significativamente, pero no son bien conocidos y otros están influidos por la cultura del Antiguo Egipto, incluidas las influencias religiosas. Era un país rico, con grandes recursos de oro que exportaba a Egipto además de joyas, animales exóticos y textiles.